# Vardenik
Vardenik (armeniska: Վարդենիկ) är en ort i Armenien. Den ligger i provinsen Gegharkunik, i den centrala delen av landet, 80 kilometer öster om huvudstaden Jerevan. Vardenik ligger 2 080 meter över havet och antalet invånare är 7 709.
Terrängen runt Vardenik är kuperad söderut, men norrut är den platt. Terrängen runt Vardenik sluttar norrut. Närmaste större samhälle är Martuni, 11,7 kilometer väster om Vardenik. 
Trakten runt Vardenik består i huvudsak av gräsmarker. Runt Vardenik är det ganska tätbefolkat, med 72 invånare per kvadratkilometer.